# Massengräber in Prebold
Auf dem Gebiet der Gemeinde Prebold in Slowenien wurden bisher (Stand Februar 2024) zwölf oder dreizehn Massengräber in Marija Reka aus der Zeit unmittelbar nach dem Zweiten Weltkrieg gefunden.

## Marija Reka

### Geschichte
Von Mai bis August 1945 wurden nahe der Ortschaft rund 2.000 Menschen aus Trbovlje, Hrastnik, Zagorje ob Savi, Laško, Žalec und der Umgebung von Celje hingerichtet, außerdem mehrere Hundert kroatische Zivilisten und rund 100 deutsche Kriegsgefangene.

### Lage der Gräber
Die Massengräber Kregar-Schlucht 1 bis 13 (slowenisch: Grobišče Kregarjev graben 1–13) liegen östlich und westlich der Kregar-Schlucht, südwestlich der Hauptsiedlung, entlang einer Forststraße, die an Bildstöcken vorbei in den Wald führt.